# 巴生港
巴生港，《航海圖》譯吉令港， 英殖民時期舊稱「瑞天咸港」（英語：Port Swettenham），是馬來西亞雪兰莪州巴生縣的一個港區，距離巴生市西南方約6公里，與吉隆坡通过联邦2号公路和巴生港线铁路服務相連接。
巴生港作為马来西亚的重要集裝箱口岸，不僅是该国的最大貨運港口，也是马来西亚在西马西海岸和馬六甲海峽的「海上門戶」之一。

## 簡介
1882年，英屬雪蘭莪政府为运输锡米，开始在马来亚中西部建设铁路，促進巴生港的開發。在第一次世界大战和第二次世界大战之间，因国际形势需要，巴生港不断发展。20世纪的60年代和70年代，巴生港加深水深与泊位，並建立处理货柜及传统货物的码头。
巴生港是世界第十三大繁忙轉運港（2004年）、第十二大繁忙貨櫃港（2012年），也是貨物吞吐量第十六大港口（2011年）。

## 重大事件

### 1992年巴生港油槽船大爆炸
1992年6月20日晚上9时许，一艘在新加坡注册的油槽船“春丰3号”在巴生港起火燃烧后发生大爆炸，导致13名船员死亡。油槽船在距离巴生港南港100米的地方发生爆炸，当时某公司的油库正在卸载易燃化学物品。爆炸后，消拯局到现场灌救，并成功控制火势，但隔日再次起火，案发两天后逐渐沉入海底。爆炸引发的火球飞弹至附近油库，烧毁一个油库，另两个油库部分被殃及。政府设立公共调查委员会，两年后出炉的600多页报告证实，爆炸因人为疏忽而致。油槽船船主Eximpet企业私人有限公司因未修理损坏的液体油槽泵需负责，海事局因未依法检查进入巴生港口的商船及未如实申报危险物品也负有责任。港务局官员因油槽船超时卸货且未申报超时准证需承担部分责任。报告强调，若海事局及港务局严格执法，惨剧可能不会发生。13名罹难者家属向美国法庭索赔3328万令吉。首相马哈迪·莫哈末对悲剧发生感到悲痛，并表示政府将全面研究此事件作为教训。